# Cantó d'Amiens-4 (Est)
El cantó d'Amiens-4 (Est) és un cantó francès del departament del Somme, situat al districte d'Amiens. Té 2 municipis i part del d'Amiens.

## Municipis
- Amiens (part)
- Camon
- Longueau

## Història
| Data d'elecció                           | Identitat       | Partit | Qualitat |
| ---------------------------------------- | --------------- | ------ | -------- |
| 1973-2004                                | Liliane Brunet  | PCF    |          |
| 2004-                                    | Jean-Louis Piot | PS     |          |
| les dades anteriors no són pas conegudes |                 |        |          |
|                                          |                 |        |          |